# Ley de Crédito Agrícola (1926)
La ley de Crédito Agrícola de 1926 de México, es un documento que se crea por orden del presidente Plutarco Elías Calles, en el cual se diseña la estructura que debe tener el sistema nacional de crédito agrícola y sus modalidades que su ejercicio deberá adquirir a fin de estimular, tanto la producción agropecuaria, como el logro de un adecuado nivel de ingresos para los agricultores. La ley de Crédito Agrícola de 1926, ha sufrido diversas modificaciones, específicamente en 1931, 1934, 1935 (esta reforma vio la creación del Banco Nacional de Crédito Ejidal), 1939, 1942 y finalmente 1955.

## Objetivos de la Ley de Crédito Agrícola
La ley de Crédito Agrícola de 1926, es un documento que se crea por orden del presidente Plutarco Elías Calles, en el cual se diseña la estructura que debe tener el sistema nacional de crédito agrícola y sus modalidades que su ejercicio deberá adquirir a fin de estimular, tanto la producción agropecuaria, como el logro de un adecuado nivel de ingresos para los agricultores. La ley de Crédito Agrícola de 1926, ha sufrido diversas modificaciones, específicamente en 1931, 1934, 1935, 1939, 1942 y finalmente 1955.

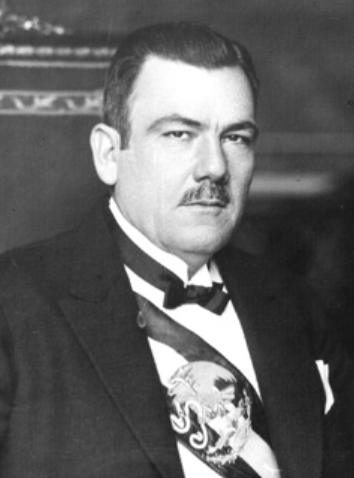
Plutarco Elías Calles, presidente de México durante la promulgación de la Ley de Crédito Agrícola.

## Creación de la Ley
La Ley de Crédito Agrícola, está vinculado directamente al Banco de Crédito Agrícola, sin embargo, el mayor contratiempo que se tuvo para su formación, fue conseguir los capitales para su apertura, debido a que pocos meses antes se había fundado del el Banco de México, S.A., descapitalizando a la comisión monetaria. Por ello el Comité Liquidador de la Caja de Préstamos enajena al gobierno federal créditos y valores por ocho millones de pesos que pretendía en el momento de ser necesaria la liquidación de los créditos. La secretaría de Hacienda a su vez, regresaría a la caja de préstamos esa cantidad, finalmente el 10 de marzo de 1926 en la Ciudad de México se creará el BNCA.

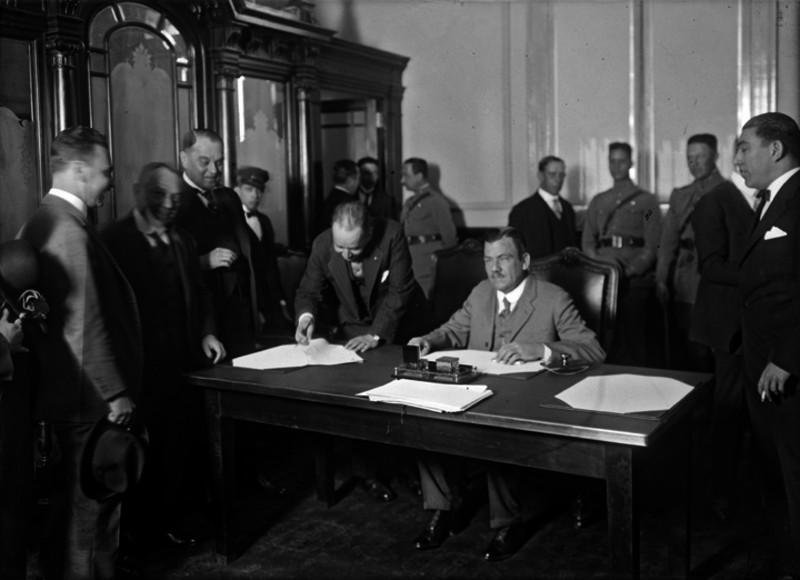
Plutarco Elías Calles firmando el acta de Fundación del Banco de Crédito Agrícola, 1926.

Otra de las innovaciones de la ley de crédito Agrícola de 1926 fue proteger, por todos los medios, la pérdida de la propiedad privada de las sociedades de agricultores. Se sugirió no regresar al viejo esquema  de la hipoteca, aun cuando el adeudo insoluto fuese considerable. Recuérdese que los ejercicios anteriores del crédito estuvieron amarrados a la hipoteca, al alto costo de la intermediación financiera y a una tasa de interés de mercado poco atractiva para el negocio agrícola. Por ello Gómez Morin opinó que, frente a los créditos concedidos por el BNCA, había que extender el tiempo de redención de la deuda hasta que existiera recursos líquidos en las sociedades locales o regionales de crédito, pues únicamente así el deudor  se haría responsable de los compromisos mancomunados, sin sentirse ahorcado con la pérdida contigua de la fina o de las tierras hipotecadas. El pago de intereses y la amortización del crédito quedaban asegurados con los productores de la cosecha y no con la propiedad del inmueble.